# Harald Weinfurter
Harald Weinfurter (ur. 14 maja 1960 w Steyr) – profesor fizyki na Uniwersytecie Ludwika i Maksymiliana w Monachium, specjalista w dziedzinie eksperymentów dotyczących podstaw mechaniki kwantowej, a w szczególności: kwantowej interferometrii ze skorelowanymi fotonami, kwantowego splątania, nierówności Bella, kwantowej komunikacji i przetwarzania informacji, kwantowej kryptografii i metrologii.
Jest laureatem wielu nagród i wyróżnień – otrzymał APART fellowship Austriackiej Akademii Nauk (1996), Nagrodę im. Fritza Kohlrauscha Austriackiego Towarzystwa Fizycznego (1996), Nagrodę Start austriackiego Ministerstwa Nauki (1998), Nagrodę Naukową im. Ottona Seiberta (Dr.-Otto-Seibert-Preis) Uniwersytetu w Innsbrucku (1998), nagrodę firmy Philip Morris (Philip Morris Forschungspreis) (2003), Nagrodę Kartezjusza (przyznawaną przez Komisję Europejską) (2004).

## Wybrane publikacje naukowe
- Experimental quantum teleportation (Bouwmeester, Pan, Mattle, Eibl, Weinfurter, Zeilinger, Nature 390, 575–9, 1997), gdzie opisano pierwszą udaną próbę przeprowadzenia teleportacji stanu kwantowego

- Experimental one-way quantum computing (Walther, Resch, Rudolph, Schenck, Weinfurter, Vedral, Aspelmeyer, Zeilinger, Nature 434, 169–76, 2005), gdzie przedstawiono możliwość jednokierunkowych obliczeń kwantowych oraz eksperymentalna implementacja algorytmu Grovera

- New high-intensity source of polarization-entangled photon pairs (Kwiat, Mattle, Weinfurter, Zeilinger, Sergienko, Shih, Phys. Rev. Lett. 75, 4337–41, 1995), gdzie doniesiono o skonstruowaniu źródła splątanych fotonów o wyjątkowo dużej efektywności

Harald Weinfurter współpracuje z polskimi fizykami z grupy Marka Żukowskiego (Uniwersytet Gdański).